# 射匮可汗
射匮可汗（？—618年），西突厥可汗，达头可汗之孙、都六之子。
603年，达头可汗败于隋朝，投奔吐谷浑，泥撅处罗可汗占据西突厥之地，射匮可汗为西突厥小可汗。大业五年（609年）遣使求婚与隋朝。隋朝大臣裴矩鼓励射匮可汗反击泥撅处罗可汗。泥撅处罗可汗战败，退守时罗漫山（今新疆哈密北天山）。大业七年（611年）十二月，泥撅处罗可汗朝见隋炀帝，被扣留，射匮可汗称大汗，重占西突厥之地。势力渐渐强盛，薛延陀、契苾二部去汗号归属。拓地东至阿尔泰山，西至里海，建牙帐于龟兹以北的三弥山（今新疆库车北之哈汞克山），玉门以西各国纷纷称臣。618年前后，射匮可汗去世，其弟统叶护可汗即位。

## 延伸阅读
[在维基数据编辑]
 《舊唐書·卷194下》，出自刘昫《舊唐書》